# Mithraeum de Savaria
Le mithraeum de Savaria se trouve dans la commune de Szombathely, Comitat de Vas en Hongrie,.

## Historique
Szombathely est la plus ancienne ville connue de Hongrie. Elle fut fondée par les Romains en 45 apr. J.-C. sous le nom de Colonia Claudia Savariensum, et fut la capitale de la province de Pannonie supérieure de l'Empire romain. Elle se trouvait à proximité de l'importante route de l'ambre. La ville de Savaria possédait une résidence impériale, des bains publics et un amphithéâtre. En 2008, les vestiges d'un mithraeum ont été découverts lors des travaux de construction d'un centre commercial.

## Description
Deux autels en pierre ont été découverts, décorés de scènes de la vie de Mithra en bas-relief et portant des inscriptions dédicatoires. Le narthex et la cella du sanctuaire étaient décorés de peintures murales. Il y avait des banquettes en pierre le long des murs de la nef intérieure.
Les fresques sont en cours de restauration par des experts à partir des fragments collectés. Leur conception était géométrique avec quelques scènes figuratives. Le plafond était à caissons. Les peintres anciens utilisaient des pigments coûteux comme le bleu égyptien et le vermillon.